# HMS Imperial (D09)
HMS Imperial var en av nio jagare av I-klass som byggdes för Royal Navy under 1930-talet. Hon sänktes av HMS Hotspur 1941 efter att ha blivit svårt skadad av italienska bombplan.

## Beskrivning
Fartygen i I-klassen var förbättrade versioner av den tidigare H-klassen. Deras deplacament var 1 390 ton vid standardlast och 1 918 ton vid fullast. Fartygen hade en total längd på 98,5 meter, en bredd på 10,1 meter och ett djupgående på 3,8 meter. De drevs av två Parsons-ångturbiner, som var och en drev en propelleraxel, med ånga från tre Admirality-pannor. Turbinerna utvecklade totalt 34 000 hästkrafter (25 000 kW) och var avsedda att ge en maximal hastighet på 35,5 knop (65,7 km/h). Imperial nådde en hastighet på 35,5 knop (65,7 km/h) med 34 268 shp (25 554 kW) under provseglingarna. Fartygen hade tillräckligt med bränsle ombord för att ge dem en räckvidd på 5 500 nautiska mil (10 200 km) vid 15 knop (28 km/h). Besättningen bestod av 145 officerare och sjömän.
Fartygen hade fyra 12 cm Mark IX-kanoner i enkelmontage, betecknade "A", "B", "X" och "Y" från för till akter. För luftvärn hade de två fyrdubbla fästen för 12,7 mm Vickers Mark III-kulsprutor. I-klassen var utrustad med två femdubbelt monterade torpedtuber ovan vattenytan för 53,3 cm torpeder. En sjunkbombsräls och två sjunkbombskastare var monterade; 16 sjunkbomber fanns ursprungligen, men detta ökades till 35 strax efter krigets början. I-klassens jagare var utrustade med ASDIC-sonarsystemet för att lokalisera ubåtar under vattnet.

## Konstruktion och tjänstgöring
Fartyget beställdes enligt 1935 års byggprogram från Hawthorn Leslie, Hebburn, den 30 oktober 1935. Fartyget kölsträcktes den 26 januari 1936 och sjösattes den 11 december samma år, och var det första RN-krigsfartyget som bar namnet. Imperial färdigställdes sent, den 30 juni 1937, efter en försening i leveransen av kanonfästena. Kontraktspriset var £257,117 exklusive artiklar som levererades av Amiralitetet, såsom kanoner och kommunikationsutrustning.
Imperial deltog i den norska kampanjen och omplacerades i augusti 1940 för att eskortera konvojer till Malta. Den 28 maj 1941 anföll italienska bombplan från 41 Gruppo Imperial och orsakade svåra skador. När man konstaterat att fartyget inte gick att reparera borrades hon i sank 55 nautiska mil (102 km; 63 mi) öster om Kasos.